# Seznam osobností Oravy

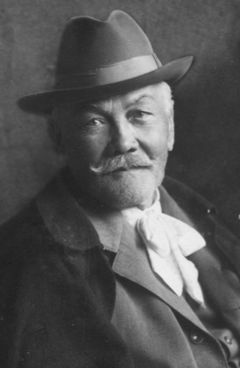
Pavol Országh Hviezdoslav

Toto je seznam oravských osobností.

## Politici

### Současní

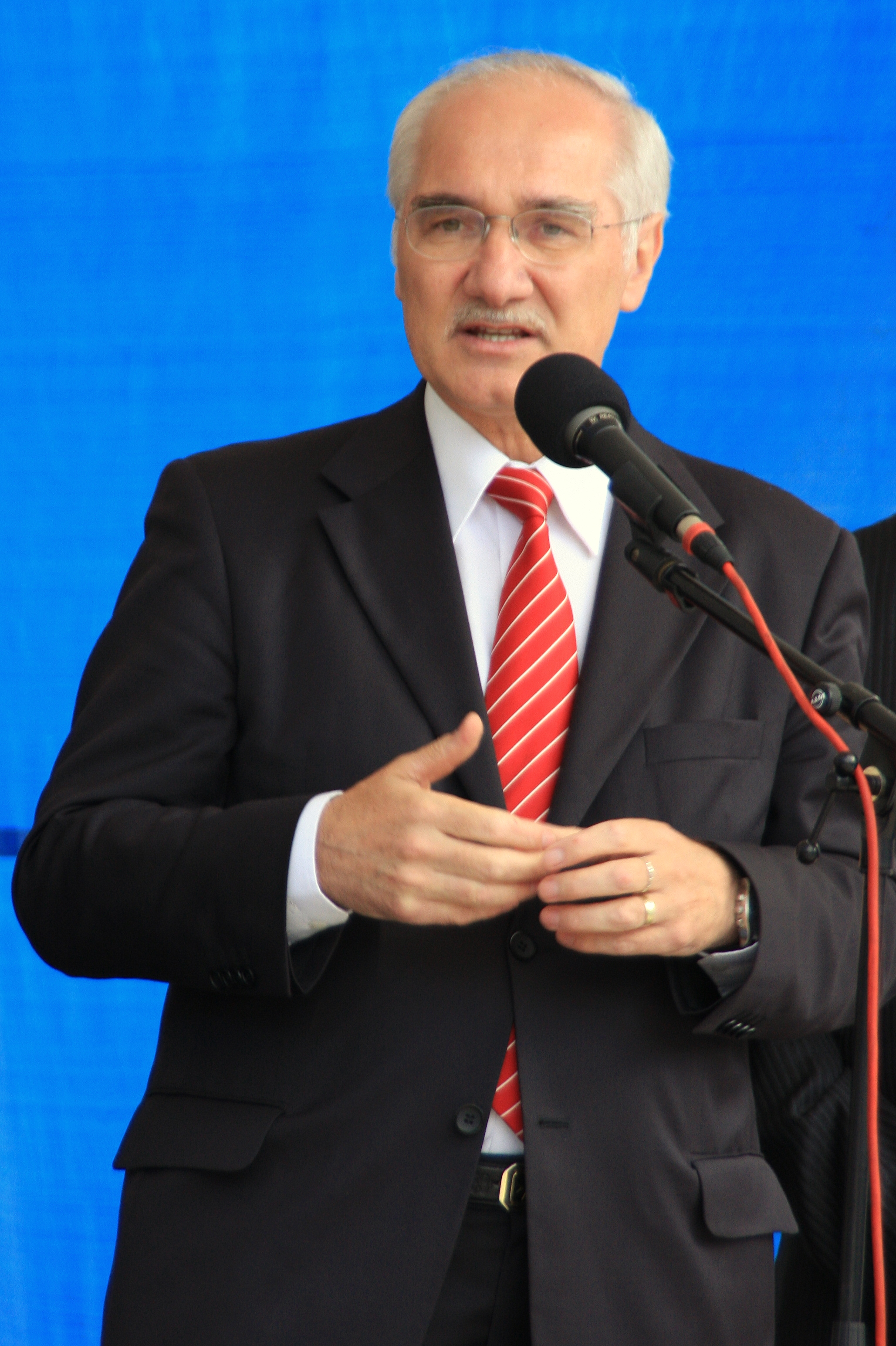
Miroslav Mikolášik

- Peter Brňák (1959), poslanec Národní rady SR
- Milan Čič (1932–2012), slovenský politik, akademik a právník
- Erika Jurinová (1971), poslankyně Národní rady SR
- Peter Markovič (1978), poslanec Národní rady SR
- Viera Mazúrová (1961), poslankyně Národní rady SR
- Miroslav Mikolášik (1952), poslanec EP
- Jozef Miklušičák (1955), poslanec Národní rady SR
- Ján Sitek (1956), ministr obrany SR v letech 1994–1998
- Ivan Šaško (1946), poslanec Národní rady SR
- Jozef Tarčák (1959), poslanec Národní rady SR
- Ivan Uhliarik (1968), politik, ministr zdravotnictví

### 19. a 20. století
- Peter Colotka (1925–2019), komunistický politik a dlouholetý předseda vlády
- Karol Klinovský (1908–1980), vysoký státní úředník a publicista
- Jozef Juraj Styk (1897–1965), politik a hospodářský pracovník

## Náboženství
- Zdenka Schelingová (1916–1955), blahoslavená

### Kněží

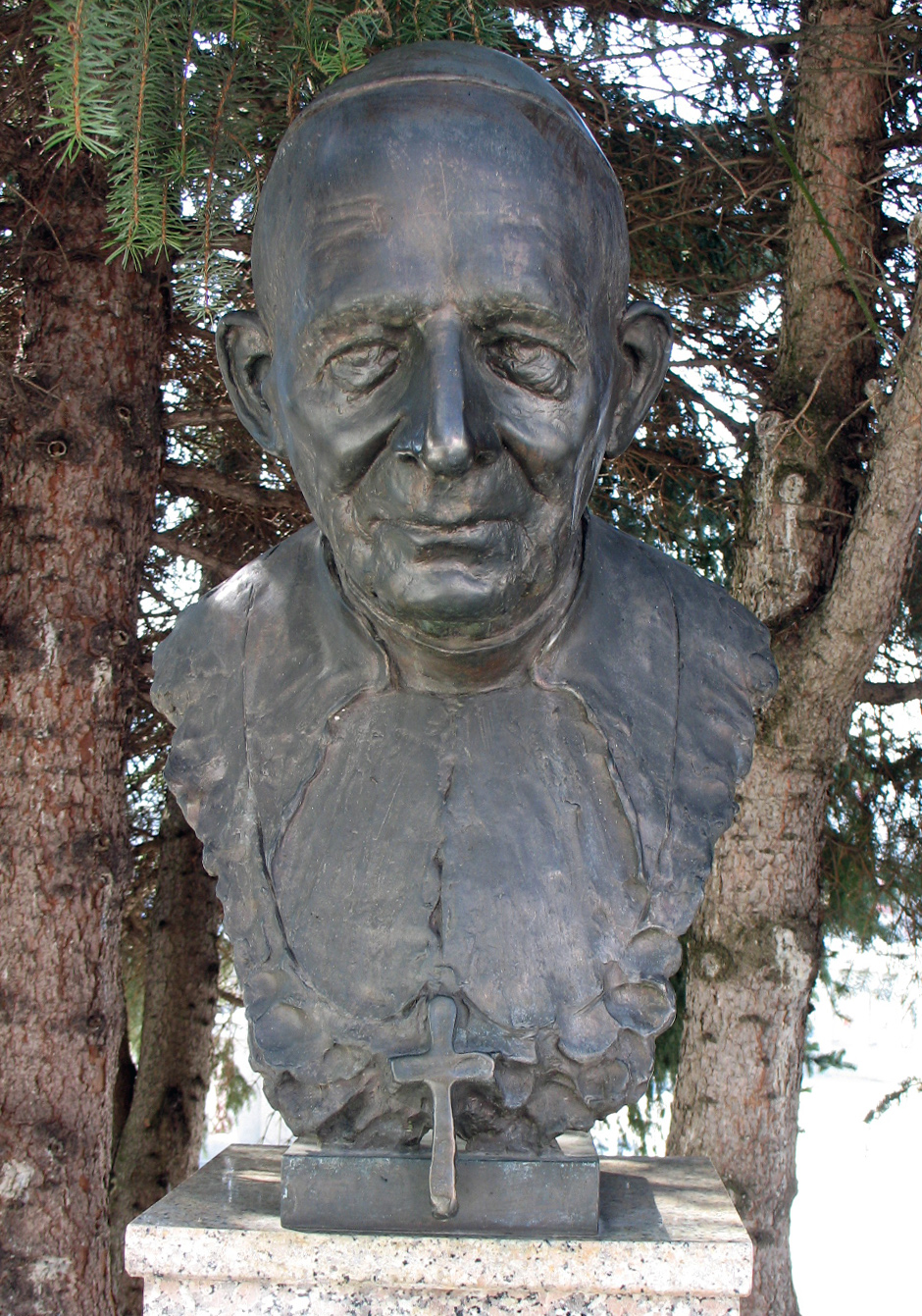
Ján Vojtaššák

- Andrej Ambrozi (1709–1772), náboženský spisovatel a evangelický kněz
- Juraj Ambrozi (1694–1746), slovenský spisovatel, kněz a církevní hodnostář
- Peter Ambrozi (1747–1812), publicista a evangelický kněz
- Peter Árvai (1808–1892), osvětový pracovník a katolický kněz
- Viktor Árvai (1880–?), dramatik a katolický kněz
- Jur Bajči (1860–1916), katolický kněz
- Ľudovít Bakoš (kňaz) (1911–1965), katolický kněz
- Peter Edmund Bárdoš (1918–1999), regionální historik a katolický kněz
- Ján Chryzostom Bardys (1900–1946), náboženský publicista a katolický kněz
- Mikuláš Baticiuc (1560–1635), básník, učitel a evangelický kněz
- Andrej Bážik (1866–1934), kněz, spisovatel
- Pavol Bernolák (1728–1796), osvětový pracovník a katolický kněz
- Bonaventúra Štefan Buc (1910–1966), doktor filozofie, pedagog, filolog, překladatel a člen řehole františkánů
- Ján Briššák (1904–1978), katolický kněz a autor náboženské literatury
- Ján Cimrák (14. listopad 1859 – 1. červen 1926), evangelický farář
- Jozef Danielak (1856–1883), katolický kněz, filolog a publicista
- Štefan Dzian (29. prosinec 1695 – 11. květen 1779), kněz – jezuita
- Štefan Furdek (1855–1915), národní buditel, římskokatolický kněz, publicista, redaktor, spisovatel a vydavatel
- Ján Gallas (1890–1970), misionář a pedagog
- Ján Gustini (1712–1777), náboženský spisovatel, církevní hodnostář
- Adam Hlovík (1793–1851), evangelický farář a sběratel lidových písní
- Juraj Janoška (1856–1930), evangelický farář a biskup
- Anton Klimčík (1843–1919), katolický kněz a náboženský spisovatel
- Jozef Klinovský (1772–1832), katolický hodnostář
- Štefan Mnoheľ (1876–1944), kněz, politik, publicista a signatář Martinské deklarace
- Ján Muknay (13. červenec 1820 – 6. březen 1890), katolický kněz a publicista
- František Paňák (1908–1997), katolický kněz, náboženský publicista a překladatel
- Daniel Paulini (?–1623), evangelický farář, náboženský spisovatel a filozof
- Ján Sinapius-Horčička (1625–1682), evangelický farář a spisovatel
- Ján Seberíni (1780–1857), evangelický farář, historik a spisovatel
- Matej Šulek (30. červenec 1784 – 28. červenec 1815), evangelický farář a historik
- Peter Tomkuliak (1838–1894), římskokatolický kněz, publicista
- František Trstenský (1973), teolog a publicista
- Viktor Trstenský (1908–2006), katolický kněz a papežský prelát
- František Vlossák (1864–1956), katolický kněz
- Ján Vojtaššák (1877–1965), biskup spišské římskokatolické diecéze

## Kultura

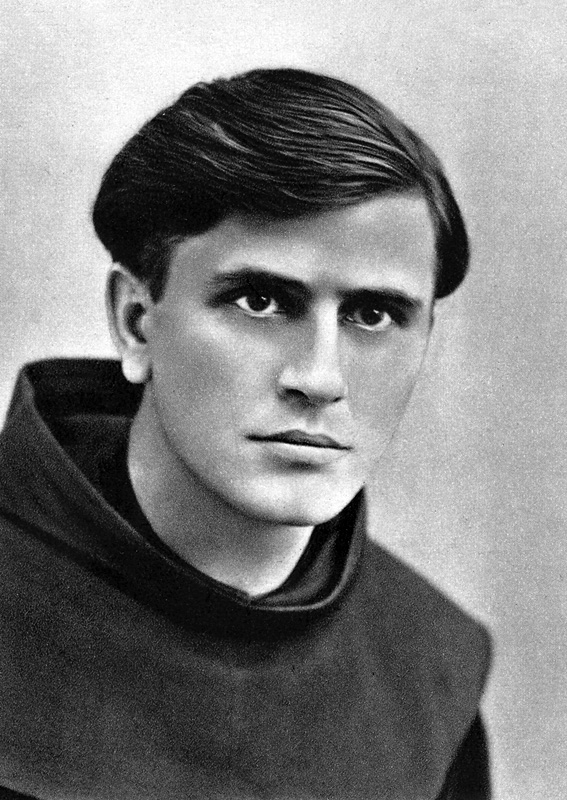
Rudolf Dilong

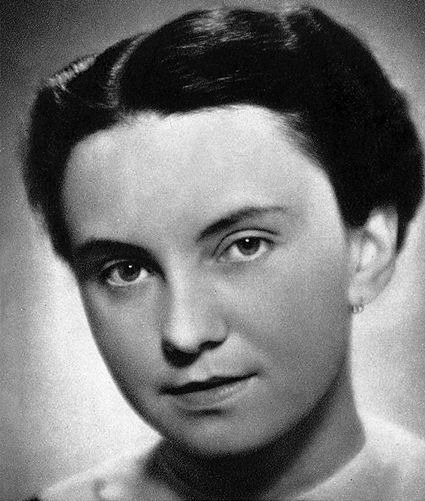
Margita Figuli

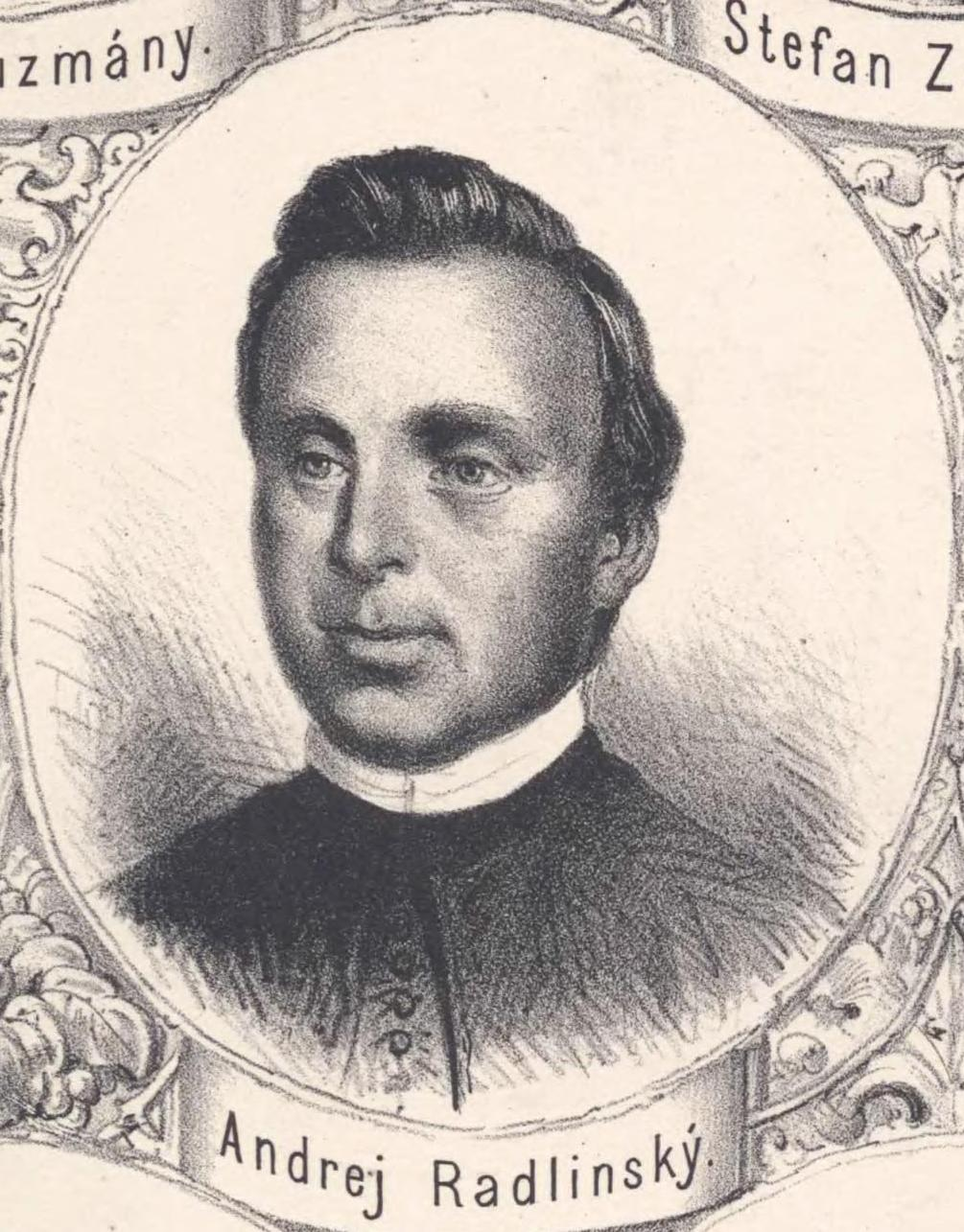
Andrej Ľudovít Radlinský

### Umění
- Alexander Belopotocký (1775–1850), sochař
- Ján Belopotocký (1866–1912), řezbář
- Juraj Belopotocký (2. polovina 18.–19. století), kameník
- Anton Beluš (1826–1905), publicista a katolický kněz
- František Beluš (1830–1873), náboženský spisovatel, učitel a jezuita
- Peter Michal Bohúň (1822–1879), učitel, akademický malíř
- Ján Drengubiak (31. říjen 1781 – ?), lidový řezbář a malíř
- Jozef Kabaň (1973), automobilový designér
- Jozef Klocháň (1916–1991), hudební skladatel, dirigent a pedagog
- Mária Medvecká (1914–1987), malířka, představitelka slovenského realistického impresionismu
- Maximilián Rátskay (1806–?), lidový řezbář a malíř
- Jaro Sýkora, fotograf
- Štefan Siváň (1906–1995), lidový řezbář

### Architekti
- Blažej Bulla (1852–1919), architekt, dramatik a hudební skladatel
- Juraj Chorvát (1895–1955), architekt
- Ján Šprlák-Uličný (1933–1993), architekt

### Film, divadlo a hudba
- Peter Balgha (1935–1972), prozaik, scenárista, filmový publicista a dramaturg
- Anton Pavel Bulla (1943–1873), folklorista, hudebník, hudební kritik
- Peter Faltin (12. červenec 1924 – 4. duben 1971), hudební pedagog a muzikolog
- Viliam Gruska (1936), scénograf, folklorista a vysokoškolský pedagog
- Ján Jamnický (1908–1972), slovenský herec, divadelní režisér a scenárista
- Darina Laščiaková (1931), rozhlasová redaktorka, interpretka lidových písní
- Milan Jablonský, herec
- Juraj Martvoň (1921–1991), sólista opery Slovenského národního divadla v Bratislavě
- Jozef Nodžák (1946), herec a dětský bavič
- Martin Ťapák (1926), filmový režisér, herec, tanečník a choreograf
- Mikuláš Zmeškal (1759–1833), hudební skladatel a úředník

## Finance a ekonomika

### Podnikatelé a právo
- Jozef Bakala (1907–1974), právník a vysokoškolský učitel
- Ján Bernolák (podnikatel) (1789–1849), podnikatel a pláteník
- Janko Bernolák (1768–1848), podnikatel a pláteník
- Milan Janák (1910–1982), ekonom
- Štefan Jančo (1906–1983), právník
- Matej Murín (1860–1934), podnikatel
- Koloman Novacký (1897–1969), významný slovenský včelař
- František Alexander Zvrškovec (1948), podnikatel a politik

### Řemeslníci
- Ján Árvai (1740–1782)

## Sport

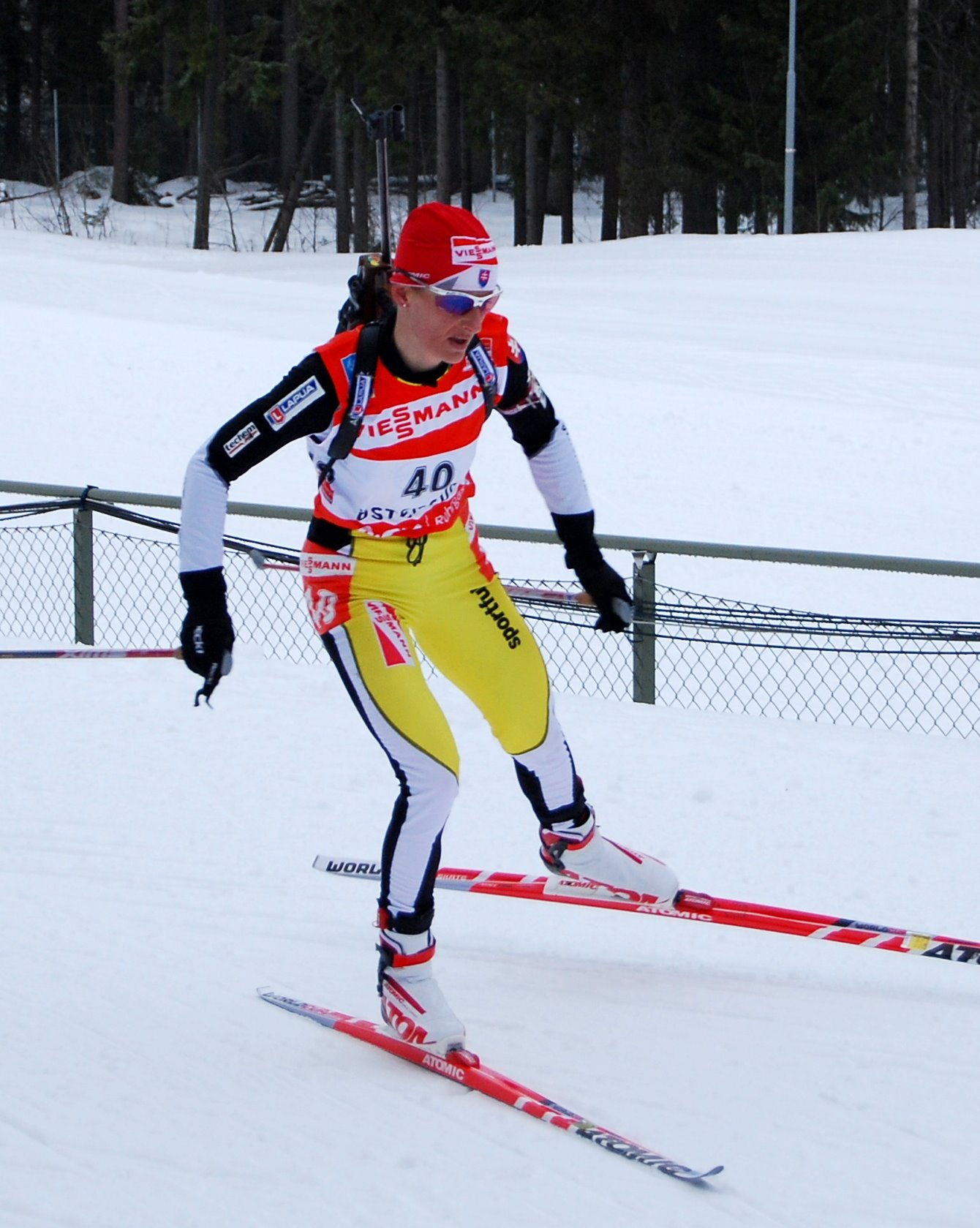
Martina Halinárová

- Jaroslav Babušiak (1984), sjezdový lyžař
- Martin Bajčičák (1976), běžec na lyžích
- Miloš Čiernik (1963), vzpěrač
- Marián Had (1982), fotbalista
- Martina Halinárová (1973), biatlonistka
- Ivan Chodák (1914–1994), lékař a sportovec
- Milan Jagnešák (1969), bobista
- Erik Jendrišek (1986), fotbalista
- Ondrej Kutlík (1976), vzpěrač
- Miroslav Stanovský, reprezentant SR ve vodním slalomu
- Štefan Svitko, motocyklista
- Dušan Tittel (1966), fotbalista

## Vojáci
- Ján Bernolák (1827–1893), voják a úředník

## Ostatní

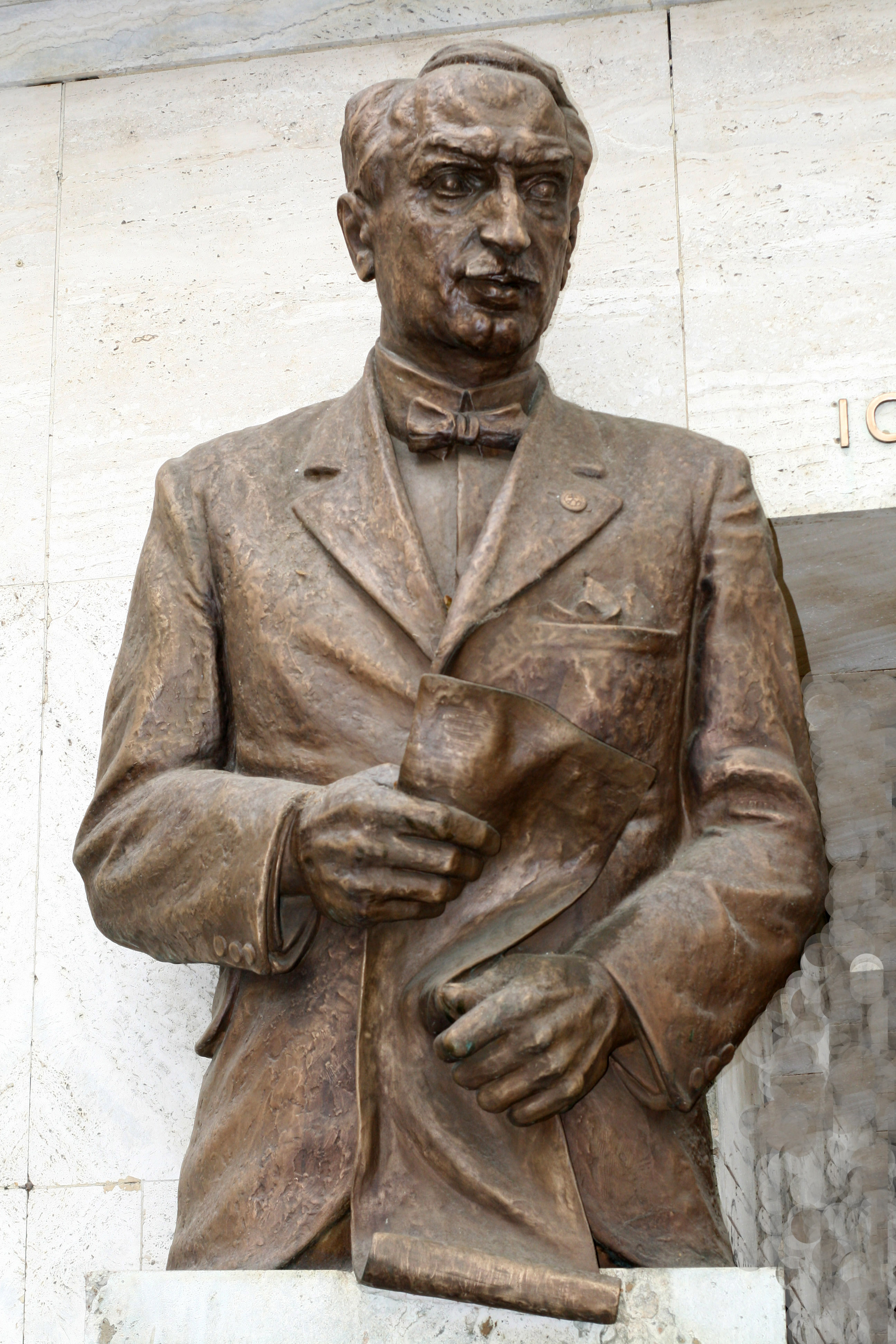
Ignác Gessay

### Historické osobnosti
- Aristid Abafi (1799–1861), statkář
- Augustín Abafi (19. století), hospodářský a osvětový pracovník, statkář
- František Abafi (1732–1817), uherský šlechtic, politik, cestovatel, revolucionář
- Gabriel Ambrozi (1756–1795), uherský jakobín a právník
- Matej Tatarka (1801–1829), zbojník

### Veřejní činitelé
- Michal Bajor (1876–1923), národní pracovník
- Martin Bencúr (19. století – ?), lékárník
- Jozef Bernolák (1793–1847), národněkulturní pracovník a úředník
- Leopold Bruck (1800–1866), knihovník, veršovník a učitel
- Jozef Cieker (1907–1969), diplomat
- Jozef Gebura (1902–1976), lékárník
- Ignác Gessay (1874–1928), slovenský novinář v amerických exilových novinách
- Andrej Halaša (1852–1913), divadelní organizátor, překladatel, redaktor, etnograf
- Ján Herkeľ (1786–?), advokát a spisovatel
- Mikuláš Huba (26. květen 1891 – 6. únor 1981), státní úředník, průkopník turistiky a fotografie
- Ján Klinovský (1905–1944), účastník protinacistického odboje
- Andrej Martvoň (1891–1955), veřejný činitel a lékárník
- Ján Melek (1918–1993), osvětový pracovník
- Jozef August Mikuš (1909–2005), diplomat, právník, spisovatel, publicista a politolog
- Ignác Radlinský (1845–1924), advokát
- Fedor Thurzo (1907–1986), právník, veřejný činitel, bylinkář

### Různé

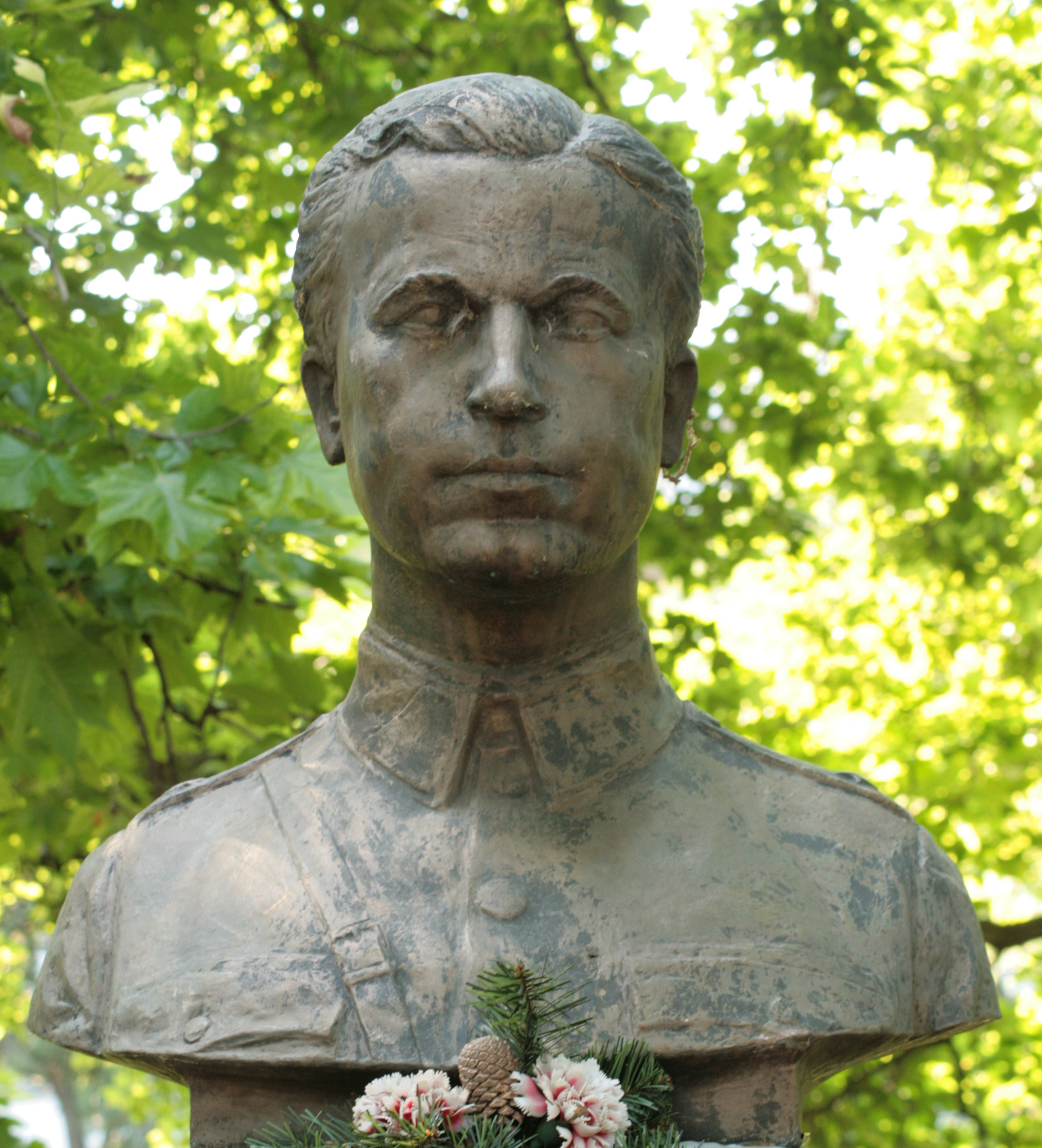
Ľudovít Kukorelli

- Peter Borový (1858–1932), tlumočník
- Jozef Gašparík (1861–1931), vydavatel, knihkupec a publicista
- Jozef Gazdík (1931–1982), překladatel a redaktor
- Ľudovít Kukorelli (1914–1944), důstojník letectva, významný organizátor a velitel partyzánských jednotek
- Irena Schusterová (1937–2008), manželka bývalého prezidenta R. Schustera
- Michal Šulek (1932–2001), politický vězeň